# Актюбинский областной театр драмы имени Т. Ахтанова
Актю́бинский областной театр драмы имени Тахави́ Ахта́нова (каз. Тахауи Ахтанов атындағы Ақтөбе облыстық драма театры) — драматический театр в казахстанском городе Актобе.

## История
В 1935 году в Актюбинске (совр. Актобе), по предложению народного комиссара Темирбека Жургенова, на базе драматического кружка железнодорожников был открыт казахский музыкально-драматический театр.
В 1992 году на базе областного театра драмы вновь был создан казахский театр, первым директором которого стал Карлан Болеков, а режиссёром — Дихан Жалекенов. Первый театральный сезон казахской труппы открылся 18 июля 1992 года постановкой спектакля Тахави Ахтанова «Күшік күйеу».
В 1996 году русская труппа театра, сыграв пьесу Леонарда Герша «Эти свободные бабочки», стала лауреатом II степени на Республиканском фестивале в Павлодаре.
В 1997 году театру было присвоено имя казахского писателя и драматурга Тахави Ахтанова, а в 1998 году, по решению акима области, казахская и русская труппы (ранее: Актюбинский областной русский драматический театр) были объединены в Актюбинский областной театр драмы имени Т. Ахтанова.
В 2000 году казахская труппа стала лауреатом Республиканского театрального фестиваля с постановкой пьесы «Айман — Шолпан».
В 2004 году на XVII Международном молодёжном фестивале «Шабыт» в Астане артист театра Ельтай Кемал стал лауреатом за постановку и главную роль по произведению М. Мукатаева «Арпалыс» в номинации «За лучшее исполнение роли в классическом репертуаре».
В 2005 году режиссёр театра С. Виттих стал лауреатом на Республиканском фестивале в городе Кызылорда и был награждён за лучший дебют в пьесе Д. Баналь «Беспощадна как сердце».
В 2007 году казахская труппа театра постановкой пьесы К. Жетписбаева «Бала мерген» стала лауреатом Республиканского конкурса в номинации «Самая лучшая сказка».
В 2008 году спектакль режиссёра А. Файзулина «Женитьба» по Николаю Гоголю был отмечен грамотой на Республиканском фестивале в Актау.
С июня 2009 года по ноябрь 2010 года в театре был произведён первый капитальный ремонт и реконструкция и была переоснащена сцена.
В 2012 году на ІV международном театральном фестивале стран Центральной Азии в городе Алма-Ата театр представил спектакль по пьесе Ф. Г. Лорки «Дом Бернарды Альбы». Актриса театра Раиса Телеуова, которая сыграла служанку Понсию, победила в номинации «Лучшая женская роль».
С июня по ноябрь 2020 года в театре был произведён второй капитальный ремонт и реконструкция. Были обновлены фасад, сцена, оборудование в большом зале. Всего на эти цели было выделено 626 млн тенге (около 1,5 млн долларов США).

## Галерея
- Лоджия с колоннадой фасада (вид спереди)
- Статуя в нише фасада театра
- Декоративная ограда и фонарный столб